# Паришів
Паришів — офіційно нежитлове (після аварії на Чорнобильській АЕС) та зняте з обліку колишнє село в Іванківському районі Київської області. За 7 км на схід від колишнього районного центру — міста Чорнобиля. Розташоване на лівому березі Прип'яті. У 2020 році в селі проживав один мешканець. Час виникнення села не встановлений. 1887 року у селі проживало 670 осіб. 1900 року село налічувало 159 дворів і 924 мешканці. Була каплиця, школа грамоти, 2 вітряки і топчак.

За даними енциклопедичного видання «Історія міст і сіл Української РСР»: 
«Паришів — село, центр сільської Ради, розташоване на лівому березі річки Прип'яті за 7 км від районного центру і за 20 км від залізничної станції Янів. Населення — 1046 чоловік. Сільській Раді підпорядкований населений пункт Кошівка. На території села — відділок радгоспу «Прип'ятський». За самовіддану працю 3 передовики сільськогосподарського виробництва нагороджені орденами й медалями СРСР. У селі працюють восьмирічна школа, клуб, бібліотека, лікарня. За мужність, виявлену в боротьбі з німецько-фашистськими загарбниками, 96 жителів нагороджено орденами й медалями СРСР. На околицях Паришева виявлено залишки поселень доби неоліту, бронзи і двох слов'янських селищ»
.
До 1986 року входило до складу Чорнобильського району.
Напередодні аварії на ЧАЕС у селі мешкало 678 мешканці, було 345 дворів. Мешканці села після аварії на ЧАЕС через радіоактивне забруднення були відселені у село Лук'янівка (Броварський район).
Після аварії на ЧАЕС село, що було одним із найчистіших у зоні відчуження, було майже повністю виселене — причиною стала віддаленість від інших «чистих місць». Проте частина мешканців проживає у селі й донині (7 родин станом на 2006 рік). Офіційно зняте з обліку 1999 року за відсутністю жителів.
Після Чорнобильської катастрофи село увійшло до 30-кілометрової зони відчуження.
Частина села згоріла під час лісових пожеж у 1992 році.
З кінця лютого до 1 квітня 2022 року село було окуповане російськими військами.